# Joseph Juran
Joseph Moses Juran, född 24 december 1904 i Rumänien, död 28 februari 2008, var en amerikansk ingenjör och en av kvalitetsområdets mest inflytelserika personer. Han inriktade sig främst på managementfrågor, som planering, organisation, ledningens ansvar för kvalitet och behovet av kvalitetsförbättringar. Juran har haft ett stort inflytandet på utvecklingen i Japan efter andra världskriget. Hans mest kända bok är Quality Control Handbook.
Joseph Juran tog examen som elektroingenjör vid  universitetet i Minnesota 1924.
Joseph Juran började sin yrkesverksamhet vid Western Electrics Hawthorne Fabric i Chicago. Kvalitetsarbetet bedrevs så att produkter som inte uppfyllde kraven, returnerades för justering och omarbetning. För arbetarna var produktivitetsmålen övergripande och för kontrollanterna kvalitetsmålen. Juran ifrågasatte det arbetssätt han såg. Han insåg att effekten av bortsortering av felaktiga produkter endast var kortsiktigt, om inte gjordes åt orsaken till felen. ”Det gäller att hitta orsaken till problemet och eliminera den”, var hans motto.  En ny avdelning The inspection statistical department, troligen den första i sitt slag i USA etablerades nu vid Hawthornefabriken. Juran blev en av medlemmarna i gruppen och fördjupade sig nu i problematiken kring styrning av produktkvalitet. Detta var starten till att Juran skrev boken Statistical Quality Control Handbook, som blev ett av de klassiska verken inom kvalitetsområdet. 
1937 flyttade Juran till huvudkontoret i New York. Han arbetade som en slags internkonsult och besökte många fabriker, för att diskutera olika typer av kvalitetsproblem. Vid ett besök på General Motors demonstrerade han sin skicklighet som problemlösare och formulerade det som han senare kallade paretoprincipen som idag kallas 80/20-regeln.